# گیلار جنوبی
گیلار جنوبی (نام علمی: Mareca sibilatrix)، که به عنوان گیلار شیلوئه نیز شناخته می‌شود، یکی از سه گونه موجود در سردهٔ مرغابی‌های کوچک از زیرخانواده کرغابیان روآبچر است. این پرنده بومی بخش جنوبی آمریکای جنوبی از جمله مجمع الجزایر شیلوئه است. در محدوده بومی خود به آن pato overo می‌گویند ("مرغابی ابلق ") یا pato real ("مرغابی سلطنتی")، اگرچه نام اخیر نیز به مرغابی مسکووی در طبیعت اشاره دارد. لقب خاص آن، sibilatrix، به معنای «سوت‌زن» است که به پرنده اشاره دارد. نام آن از محل اقامتش، مجمع‌الجزایر شیلوئه گرفته شده است.
نخستین بار در سال ۱۸۷۰ به اروپا معرفی شد. خیلی زود در باغ‌وحش‌ها پرورش یافت.
از آنجایی که ویجون Chiloé به‌طور گسترده پراکنده شده و دارای جمعیت وحشی بزرگ و پایدار است، توسط IUCN به عنوان کمترین نگرانی طبقه‌بندی می‌شود.
دورگه‌های اسیر با مرغابی فیلیپینی (Anas luzonica) توصیف شده است.

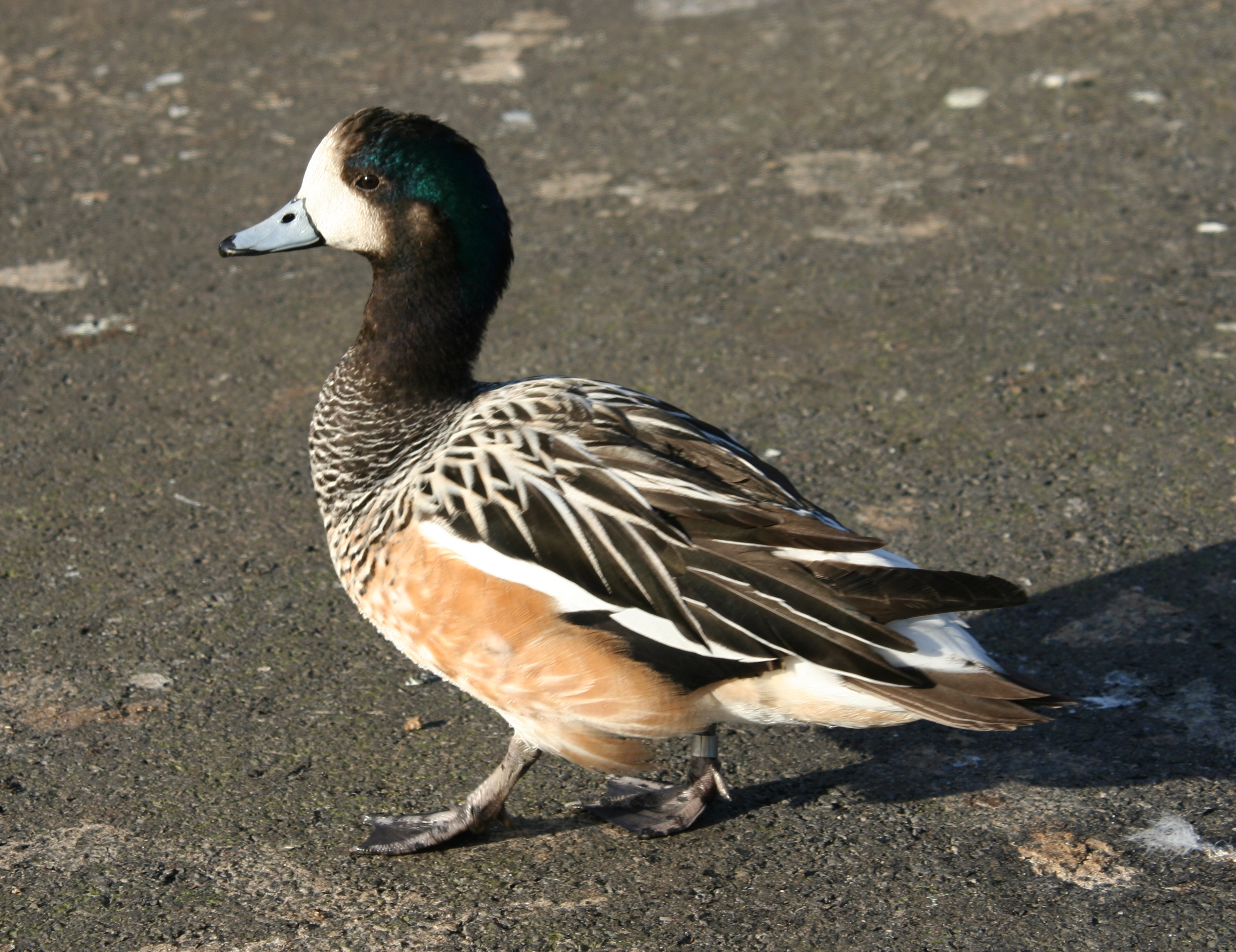
یک نر